# San Fedele Intelvi
San Fedele Intelvi – miejscowość i gmina we Włoszech, w regionie Lombardia, w prowincji Como.
Według danych na rok 2004 gminę zamieszkiwało 1491 osób, 149,1 os./km².
1 stycznia 2018 gmina została zlikwidowana.